# Marilia lata
Marilia lata är en nattsländeart som beskrevs av Georg Ulmer 1926. Marilia lata ingår i släktet Marilia och familjen böjrörsnattsländor. Inga underarter finns listade i Catalogue of Life.